# Spice Girls
Die Spice Girls [spais gɜ:lz] sind eine fünfköpfige britische Pop-Girlgroup.
Die Band formierte sich 1994 in London und veröffentlichte 1996 bei Virgin Records ihre Debütsingle Wannabe, die in über 30 Ländern auf Platz 1 der Charts landete und der Band internationale Bekanntheit verschaffte. Die Band verkaufte in ihrer Karriere bisher mehr als 85 Millionen Tonträger.
Die Mitglieder der Band sind auch unter Spitznamen bekannt, die ihnen 1996 vom Top of the Pops Magazine gegeben und vom Management und den Medien aufgegriffen wurden: Melanie Brown (auch Melanie B oder Mel B) alias Scary Spice, Emma Bunton alias Baby Spice, Geri Halliwell alias Ginger Spice, Victoria Beckham alias Posh Spice und Melanie Chisholm (auch Melanie C oder Mel C) alias Sporty Spice.
Nach dem Ausstieg Halliwells 1998 und der Ankündigung einer Bandpause 2001 starteten die Mitglieder Solokarrieren. 2007 folgten eine letzte gemeinsame Welttournee in Originalbesetzung und ein Greatest-Hits-Album. Die Welttournee wurde ein Erfolg und spielte über 100 Millionen US-Dollar ein.
Die fünf Bandmitglieder fanden sich erneut im Juni 2012 zusammen, um ihr Musical Viva Forever! zu bewerben. Im August 2012 traten sie bei der Abschlussfeier der Olympischen Sommerspiele 2012 mit einem Medley auf. 2019 folgte eine weitere Tour im Vereinigten Königreich, welche zu viert, ohne Victoria Beckham stattfand.

## Geschichte

### 1994–1996: Anfänge
Die Band wurde 1994 durch ein Inserat in der Zeitschrift The Stage von Bob Herbert und dessen Sohn Chris gegründet, den Betreibern der Management-Firma Safe, vormals Heart Management.
In den 1980er Jahren hatte Bob Herbert bereits die Boygroup Bros gegründet. Sie wollten eine reine Girlgroup gründen und erhielten daraufhin mehr als 600 Bewerbungen. 300 wurden am 4. März 1994 zu einem Casting im Dance Works Studio an der Londoner Oxford Street eingeladen. Ursprünglich bestand die Gruppe namens Touch am Ende aus Geri Halliwell, Victoria Adams (später Beckham), Lianne Morgan, Melanie Brown und Michelle Stephenson. Die Band zog in ein Reihenhaus in Maidenhead, dessen Besitzer Chic Murphy war, wo sie von Heart Management subventioniert wurden und jedes Mitglied Arbeitslosenunterstützung beanspruchte. Morgan wurde aufgrund ihres Alters nach einem Monat vom Management gegen die drei Jahre jüngere Melanie Chisholm ausgetauscht.
Während der nächsten zwei Monate arbeitete die Band an Demos und Tanzroutinen in den Trinity Studios in Woking, Surrey. Mitte Juli 1994 wurde das Team durch die Gesangslehrerin Pepi Lemer erweitert. Gemäß Stephenson war das Material, das der Gruppe gegeben wurde, „sehr, sehr junger Pop“ und enthielt das Lied We’re Gonna Make It Happen, das aber nie veröffentlicht wurde. Schnell stellte sich heraus, dass Stephenson mit der Energie der anderen vier nicht mithalten konnte. Bob Herbert erklärte, dass „sie einfach nicht reinpasste. Sie hätte sich niemals eingefügt, deshalb musste ich sie entlassen“. Stephenson erklärte, dass sie die Band wegen ihrer an Krebs erkrankten Mutter verlassen hatte. Dies wurde später von Victoria dementiert, welche meinte, Stephenson „sei einfach unfähig“ gewesen, die Arbeit in die Gruppe zu stecken, wie es der Rest machte.
Die Herberts suchten nach einem Ersatz und wollten zunächst Abigail Kas verpflichten. Man war mit ihr einverstanden, aber Kas sagte wegen Bedenken ihres Freundes einen Tag später wieder ab. Daraufhin wurde die 18-jährige Emma Bunton von der Gesangslehrerin Pepi Lemer vorgeschlagen. Sie beeindruckte die Herberts und traf im Juli 1994 auf die Band, die sie mit offenen Armen empfing: „Ich wusste sofort, sie war die Richtige“, meinte Halliwell.
Nachdem sich Bunton der Gruppe anschloss, bauten sich Unzufriedenheiten zwischen der Gruppe und dem Management auf. Die Gruppe fühlte sich unsicher, weil sie keinen Vertrag hatte, und war von der Richtung frustriert, in welche sie Heart Management steuerte. Sie überzeugten Bob Herberts, einen Auftritt vor rund 100 geladenen Vertretern von Medien und Plattenindustrie, Musikverlagen und Showagenturen in den Momis Studios in Shepherd’s Bush zu organisieren, wo sie eine „überwältigend positive“ Reaktion erhielten. Wegen des großen Interesses an der Gruppe wollten die Herberts möglichst schnell einen verbindlichen Vertrag schaffen. Angespornt durch den beim Auftritt erzielten Erfolg verzögerten die Bandmitglieder aufgrund der Ratschläge von unter anderem Victorias Vater Tony Adams die Vertragsunterschrift. Im März 1995 verließ die Band Heart Management, da sie dort ihre Visionen und Ideen nicht verwirklichen konnten. Die Gruppe stahl die Master-Aufnahmen aus den Verwaltungsbüros, um sicherzustellen, dass sie die Kontrolle an ihrer eigenen Arbeit behielten. Am selben Tag machten die jungen Frauen den Produzenten Eliot Kennedy ausfindig, der ebenfalls bei ihrem Auftritt anwesend war, und überzeugten ihn, mit der Gruppe zusammenzuarbeiten.
Bewaffnet mit einem Katalog von Demos und Tanzroutinen, begann die Band im Oktober 1994, Management-Agenturen abzuklappern. Die Gruppe wurde vom Musikproduzenten Absolute eingeladen, was ihr wiederum die Aufmerksamkeit von Simon Fuller brachte. Daraufhin begannen die fünf, mit Fuller zusammenzuarbeiten und unterzeichneten im März 1995 einen Vertrag mit ihm. Während des Sommers 1995 bereiste die Gruppe Plattenfirmen in London und Los Angeles und unterzeichnete schließlich im September 1995 einen Vertrag mit Virgin Records. Von da an bis zum Sommer 1996 schrieben und nahmen die Frauen Songs für ihr Debüt-Album auf, während sie die Westküste von Amerika umfassend bereisten, wo sie einen Plattenvertrag mit Windswept Pacific unterzeichnet hatten.

### 1996–1997:Spiceund der Durchbruch
Am 8. Juli 1996 veröffentlichten die Spice Girls ihre Debüt-Single Wannabe. Der Song wurde ein weltweiter Hit und erreichte in über 30 Ländern Platz 1 der Musik-Charts, darunter auch in Deutschland und der Schweiz. In den Wochen vor der Veröffentlichung hatte das Video die Musik-Kanäle dominiert. In Großbritannien stieg der Song auf Platz 3 der Hitparade ein, erreichte eine Woche später die Spitze und konnte sich dort sieben Wochen lang behaupten. Es wurde nicht nur die am meisten verkaufte Single einer Girlgroup, sondern auch die sich am schnellsten verkaufende Debüt-Single aller Zeiten. Mit Wannabe konnten die Spice Girls in den schwierigen US-amerikanischen Markt einbrechen und in den Hot 100 auf Platz 11 einsteigen. Die Platzierung war zu dieser Zeit der höchste Debüt-Einstieg eines britischen Acts. Zuvor hielten die Beatles mit I Want to Hold Your Hand auf Platz 12 den Rekord. Vier Wochen nach ihrem US-Einstieg landeten die Spice Girls auch dort auf Platz 1 der Charts.
Im November 1996 veröffentlichten die Spice Girls ihr Debüt-Album Spice in Europa. In Deutschland erreichten die Spice Girls damit Platz 6 der Charts. Der Erfolg war beispiellos und stellte aufgrund des großen Interesses an der Gruppe Vergleiche zur Beatlemania an (man sprach von „Spicemania“). In nur sieben Wochen verkaufte sich Spice allein in Großbritannien 1,8 Millionen Mal, was die Spice Girls zum sich am schnellsten verkaufenden Act seit den Beatles machte. Insgesamt wurde das erste Album Spice mit 23 Millionen verkauften Platten ein weltweiter Erfolg.
An diese Erfolge anknüpfend veröffentlichten die Spice Girls im Oktober und Dezember ihre nächsten Singles Say You’ll Be There und 2 Become 1. Die beiden Singles setzen die bemerkenswerten Verkäufe der Gruppe fort, indem sie in mehr als 53 Ländern in den Charts einstiegen und den Ruf der Gruppe als größter Pop Act auf dem Planeten festigten. Die letzte Veröffentlichung aus Spice war die Doppel-A-Seite Mama / Who Do You Think You Are, die in Deutschland Platz 4 der Charts erreichte.

### 1997–1998:Spiceworldund Halliwells Ausstieg
Im November 1997 veröffentlichten die Spice Girls ihr zweites Album mit dem Namen Spiceworld. Nach der vorausgegangenen Veröffentlichung der ersten Single-Auskopplung Spice Up Your Life erwies sich das Album als ein globaler Bestseller. Es stellte einen neuen Rekord als das am schnellsten verkaufte Album auf, da es innerhalb von zwei Wochen sieben Millionen Mal verkauft wurde. Dank positiver Rezensionen wurde das Album in Europa, Kanada und den USA mehr als zehn Millionen Mal verkauft. In Amerika wurde allerdings kritisiert, dass die Gruppe ihr zweites Album schon neun Monate nach ihrem Debüt veröffentlichte. Auch in Europa begannen sich die Folgen ihrer medialen Überpräsenz auszuwirken. Sie wurden vermehrt für ihre mehr als 20 Werbeverträge kritisiert. Dieser Umstand führte zu niedrigeren internationalen Chartpositionen, dennoch blieben die Spice Girls die am meisten verkaufende Popgruppe, sowohl 1997 als auch 1998.
Die außerdem aus dem Album ausgekoppelten Singles Too Much und Viva Forever gelangten an die Spitze der britischen Single-Charts. Die Single Stop schaffte es auf Platz 2.
Im Juni 1997 begann die Gruppe mit den Dreharbeiten zu ihrem Filmdebüt Spice World – Der Film. Der Film sollte das gleichnamige, zweite Album begleiten und war inhaltlich angelehnt an den Beatles-Film Yeah! Yeah! Yeah!. Die fröhliche Komödie sollte den Geist der Spice Girls widerspiegeln und beinhaltete zahlreiche Gastauftritte, einschließlich Roger Moore, Elton John, Jennifer Saunders, Richard E. Grant, Michael Barrymore und Meat Loaf. Als der Film im Dezember 1997 veröffentlicht wurde, erwies er sich als Kassenschlager, der fast 30 Millionen US-Dollar in den USA, elf Millionen Pfund in Großbritannien und über 70 Millionen US-Dollar weltweit einspielte. Dennoch wurde der Film 1999 siebenmal für die Goldene Himbeere nominiert, wobei die Gruppe die Auszeichnung zur „Schlechtesten Schauspielerin“ kollektiv „gewann“.
Am 7. November 1997 entließen die Spice Girls ihren Manager und Mentor Simon Fuller. Laut ihrer verschiedenen Autobiografien waren es hauptsächlich Halliwell und Brown, die auf eine Entlassung von Fuller drängten. Sie kritisierten, er sei zu kontrollierend geworden und würde sie in ihrer persönlichen und künstlerischen Freiheit einschränken. Die Gruppe begann daraufhin, sich selbst zu managen. Jedem Mitglied der Gruppe oblag ein bestimmter Verantwortungsbereich: Brown übernahm die Tour-Kontrolle, Halliwell die Sponsorenverträge, Bunton das Personal, Ablaufprogramm und Wohltätigkeiten, Beckham die Verkaufspolitik und Melanie C die Plattenfirma, Singles und Formate. Später gründeten sie ihr eigenes Team, angeführt von Nancy Phillips, das sich um ihre geschäftlichen Angelegenheiten kümmerte.
Anfang 1998 brachen die Spice Girls zu ihrer Welttournee auf, die 102 ausverkaufte Konzerte in Europa und Nordamerika beinhalten würde. Die Spiceworld Tour begann am 24. Februar 1998 in Dublin, Irland, ging auf dem europäischen Festland weiter, um danach für 14 Konzerte in der Wembley Arena und in der NEC Arena in Birmingham nach Großbritannien zurückzukehren. Hier wurden Studio-Aufnahmen für ein geplantes Live-Album gemacht, was von der Gruppe folgendermaßen kommentiert wurde: „Wir haben allen gezeigt, dass wir live singen können, darum möchten wir jetzt ein Live-Album für unsere Fans machen.“ Obwohl Aufnahmen gemacht wurden, wurde die Idee jedoch wieder verworfen.
Später im Jahr wurden die Spice Girls eingeladen, den offiziellen englischen Song zur Fußball-Weltmeisterschaft 1998, How Does It Feel Like to Be on Top of the World?, aufzunehmen. Jedoch wurde der Song in den Charts von einer Neuaufnahme von Three Lions, der offiziellen englischen Hymne zur Fußball-EM 1996 von den beiden Komikern David Baddiel und Frank Skinner sowie der Liverpooler Band The Lightning Seeds, überholt. Der offizielle Song wurde außerdem noch von Fat Les’ Vindaloo in den Charts geschlagen, einer weiteren inoffiziellen Hymne. Das Ergebnis war, dass der offizielle Song vollständig ignoriert wurde und schnell in Vergessenheit geriet. Als während eines Freundschaftsspiels gegen Portugal How Does It Feel Like to Be on Top of the World? gespielt wurde, übertönte das Publikum den Song, indem es Three Lions sang, um sich damit über den offiziellen Song lustig zu machen. Die Single hielt sich nur drei Wochen in den britischen Top 40, obwohl die Spice Girls sich massiv für das Marketing des Songs einsetzten.
Im Mai 1998 bestätigte die Gruppe in einem Interview in This Morning in England, dass die Band an ihrem dritten Album arbeite, welches sich von den zwei Vorgängern unterscheiden sollte. Das Album sollte aus verschiedenen Solo-Songs, Duetten und Gruppensongs bestehen, um den Frauen die Möglichkeit zu geben, ihre eigene Musik zu veröffentlichen und gleichzeitig weiterhin als Band zusammen zu bleiben. Dieses Konzept wurde jedoch niemals verwirklicht, da der Ausstieg Halliwells die Gruppenpläne über den Haufen warf.
Am Ende des europäischen Teils der Tour verpasste Geri Halliwell die letzten zwei Endshows in der norwegischen Hauptstadt Oslo. Als offizieller Grund dafür wurde Gastroenteritis genannt. Jedoch zirkulierten schnell Gerüchte, Halliwell habe sich von der Gruppe distanziert und plane, diese zu verlassen. Die Gerüchte wurden lauter, als sie einem weiteren Auftritt fernblieb, wo die Gruppe ihre neue Single Viva Forever vorstellen wollte.
Am 31. Mai 1998, zwei Wochen vor Start der ausverkauften US-Tour, gab Halliwell ihren Ausstieg aus der Gruppe bekannt. Durch ihren Anwalt Julian Turton ließ sie mitteilen: „Traurigerweise muss ich mitteilen, dass ich die Spice Girls verlassen habe. Dies geschieht aufgrund von Differenzen zwischen uns. Ich bin mir sicher, dass die Gruppe weiterhin erfolgreich bleibt, und wünsche ihnen alles Gute.“
Halliwell behauptete, dass sie unter Erschöpfung litt und sich eine Auszeit nehmen wollte. Jedoch hielten sich hartnäckig Gerüchte, dass sie sich mit einem der Bandmitglieder, vermutlich Mel B, zerstritten habe. Dies wurde in den Biografien von Victoria Beckham und Melanie Brown jedoch nicht bestätigt. Der Ausstieg von Geri Halliwell erschütterte die Fans und wurde eine der größten Nachrichtenmeldungen des Jahres im Unterhaltungsbereich, die Schlagzeilen auf der ganzen Welt bekam. Die restlichen vier Mitglieder verkündeten, dass sie als Gruppe weitermachen und die geplante US-Tour wie geplant stattfinden würde. Jedoch warf Halliwells Ausstieg die meisten Pläne der Gruppe über den Haufen. Er wurde als Grund genannt, weswegen das geplante Live-Album gestrichen wurde. Es bedeutete auch, dass das meiste Material, das sie Anfang 1998 in Dublins Windmill Lane Studios aufgenommen hatten, ausrangiert wurde. Ein gerüchteweise animiertes Projekt durch Disney wurde ebenfalls nicht verwirklicht.
Viva Forever war die letzte Single, die aus Spiceworld veröffentlicht wurde. Das Video wurde vor dem Ausstieg von Geri Halliwell fertiggestellt und zeigte die Frauen in animierter Form, da sie aufgrund der Welttour keine Zeit hatten, selbst ein Video zu drehen. Eigentlich war eine Doppel-A-Seite mit Never Give Up on the Good Times geplant, was jedoch wegen Zeitproblemen nicht verwirklicht werden konnte. Die Band hatte keine Zeit, die Parts von Halliwell neu aufzunehmen oder ein Video für den Song zu drehen. Während der Tour in Amerika nahmen die Spice Girls weiteres Material auf und veröffentlichten zu Weihnachten 1998 den neuen Song Goodbye. Obwohl der Song vor Halliwells Ausstieg geschrieben wurde, wurde er trotzdem als ein Tribut an sie verstanden und landete erneut an der Spitze der britischen Charts. Das Lied wurde einer der erfolgreichsten Songs in Kanada, wo er 16 Wochen auf Platz 1 blieb.

### 1999–2000:Forever

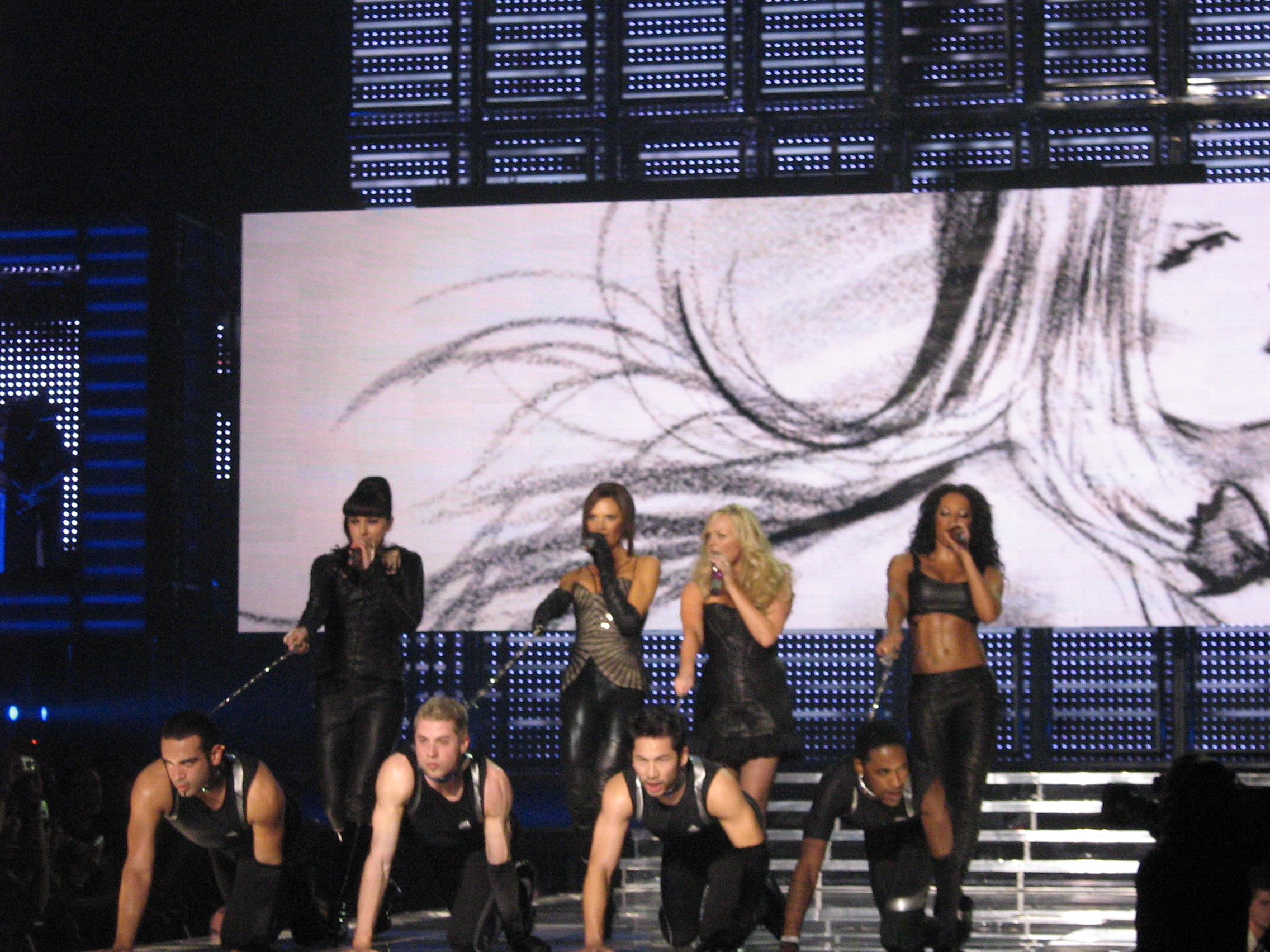
Die Spice Girls als Quartett bei Holler in Köln

Ende 1999 starteten die Spice Girls ihre Christmas in Spiceworld Tour mit Auftritten in London und Manchester.
Die Band kam zu den Brit Awards 2000 zurück, und es wurde bekanntgegeben, dass sie eine Auszeichnung für hervorragende Leistungen (Outstanding contribution) erhalten hätte. Obwohl Geri Halliwell anwesend war, schloss sie sich ihren ehemaligen Bandmitgliedern auf der Bühne nicht an.
Im November 2000 veröffentlichten die Spice Girls ihr drittes Album Forever. Mit einem neuen R&B-Sound erhielt das Album durchschnittliche Kritiken und erreichte nur einen Bruchteil des Erfolges seiner beiden Vorgänger.
Um international mehr Werbung zu machen, teilte sich die Band auf und bereiste unterschiedliche Länder zu Promo-Zwecken. Victoria und Emma bereisten Nordamerika, während sich Mel B und Mel C auf Europa konzentrierten. In den USA erreichte das Album Platz 39 in den Billboard 200 Album Charts. In Großbritannien veröffentlichten Westlife in der gleichen Woche ihr Album Coast To Coast. Über das Chart-Duell wurde in den Medien viel berichtet und Westlife gewannen schließlich den Kampf um die Chartspitze, während die Spice Girls Platz 2 belegten.
Diese eigentlich als Anlass für ein Comeback geplante Veröffentlichung besiegelte faktisch gesehen das Ende der Spice Girls. Neben Holler und Let Love Lead the Way waren eigentlich noch Tell Me Why, If You Wanna Have Some Fun und Weekend Love als Singles geplant und bereits als Promo-CDs in Umlauf gebracht worden. Zu If You Wanna Have Some Fun wurde sogar ein Video produziert, das jedoch nur kurz in der Playlist von MTV UK war. Das „Forever-Projekt“ wurde von den Frauen zu Gunsten der Solokarrieren aufgegeben.
Im Februar 2001 gaben die Spice Girls bekannt, dass sie eine Bandpause einlegen würden, um sich auf ihre Solokarrieren zu konzentrieren. Eine offizielle Bandauflösung erfolgte nicht.

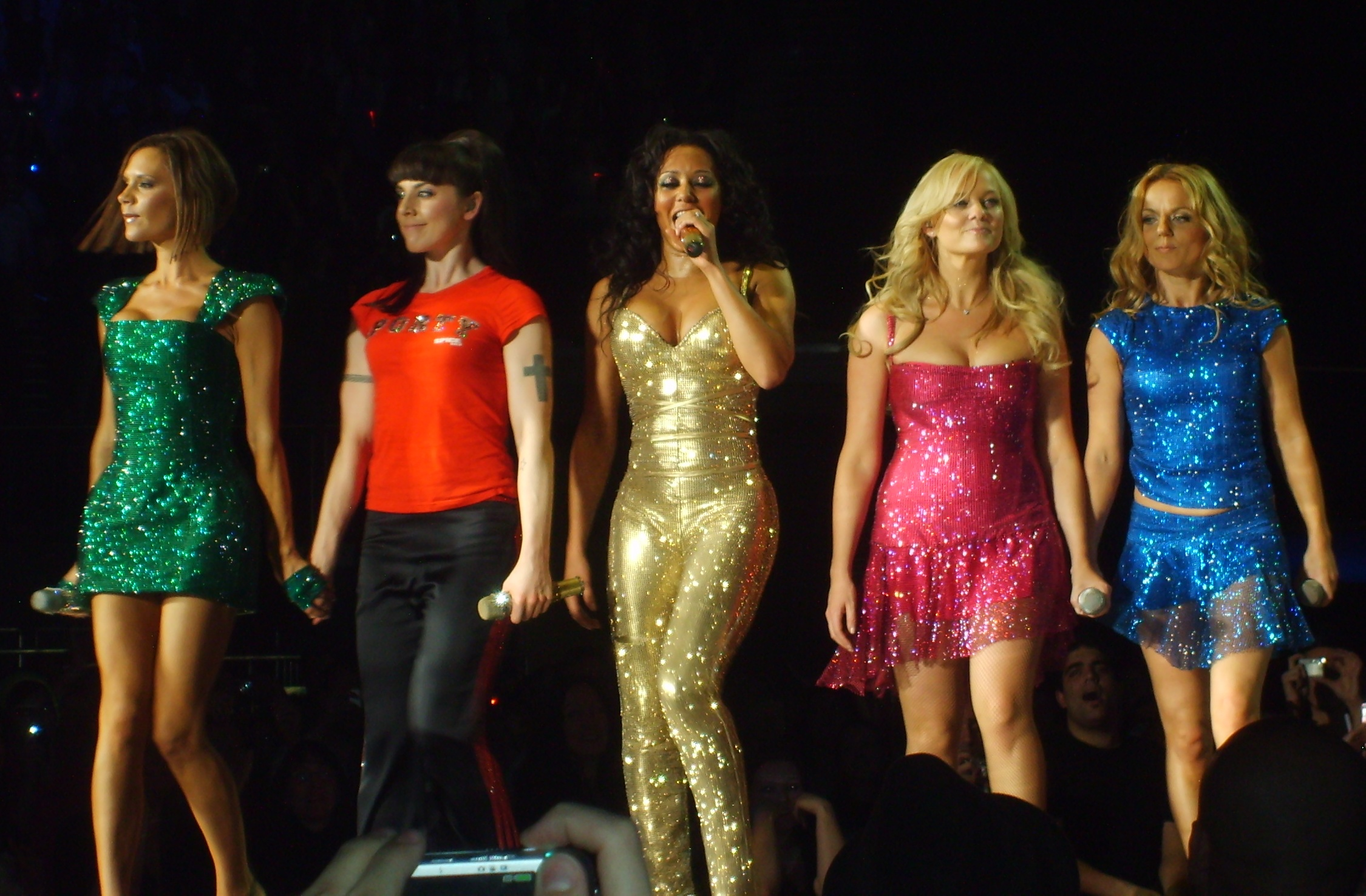
Die Spice Girls in London am 6. Januar 2008

### 2007–2008: Return-of-the-Spice-Girls-Tournee undGreatest Hits
Simon Fuller trat 2004, den Bemühungen einer Reunion von Take That folgend, an die ehemaligen Mitglieder heran, um die Gruppe erneut zu vereinen. Eine Wiedervereinigung der Band kam jedoch nicht zustande, da Melanie C zu dem Zeitpunkt nicht dazu bereit war.

„Die Spice Girls waren unglaublich, und ich bin stolz, ein Teil von ihnen gewesen zu sein. Doch nun sind wir alle älter und haben uns so sehr verändert, dass ich denke, dass es ein sehr schöner Teil in meinem Leben war, jedoch in der Vergangenheit.“

Der Plan eines Comebacks und der Veröffentlichung eines Greatest-Hits-Albums wurde lange in den Medien diskutiert, wurde aber erstmals offiziell von Melanie B im Juni 2005 bestätigt. Direkt vor einer geplanten Wiedervereinigung aufgrund von Live 8 (die jedoch wegen Browns vertraglicher Verpflichtungen nicht zustande kam) sagte sie: „Wir werden zurückkommen, weil wir alle es wollen. Ich weiß, jede ist dafür. Es wird ein Greatest-Hits-Album geben, und wir haben jede Menge neuer Songs, die noch niemand bisher gehört hat.“
Am 28. Juni 2007 gaben schließlich alle fünf Bandmitglieder ihr Comeback in einer Pressekonferenz in London im Royal Observatorium bekannt. Anders als bei Take That sollte das Comeback keine Wiedervereinigung sein, sondern ein endgültiger Abschied. Zum Comeback gehörte eine Welttournee, die am 2. Dezember in Vancouver startete. Die Tournee beinhaltete Songs aus allen drei Spice-Girls-Alben und erzählt in einer Storyline die Geschichte der Band.

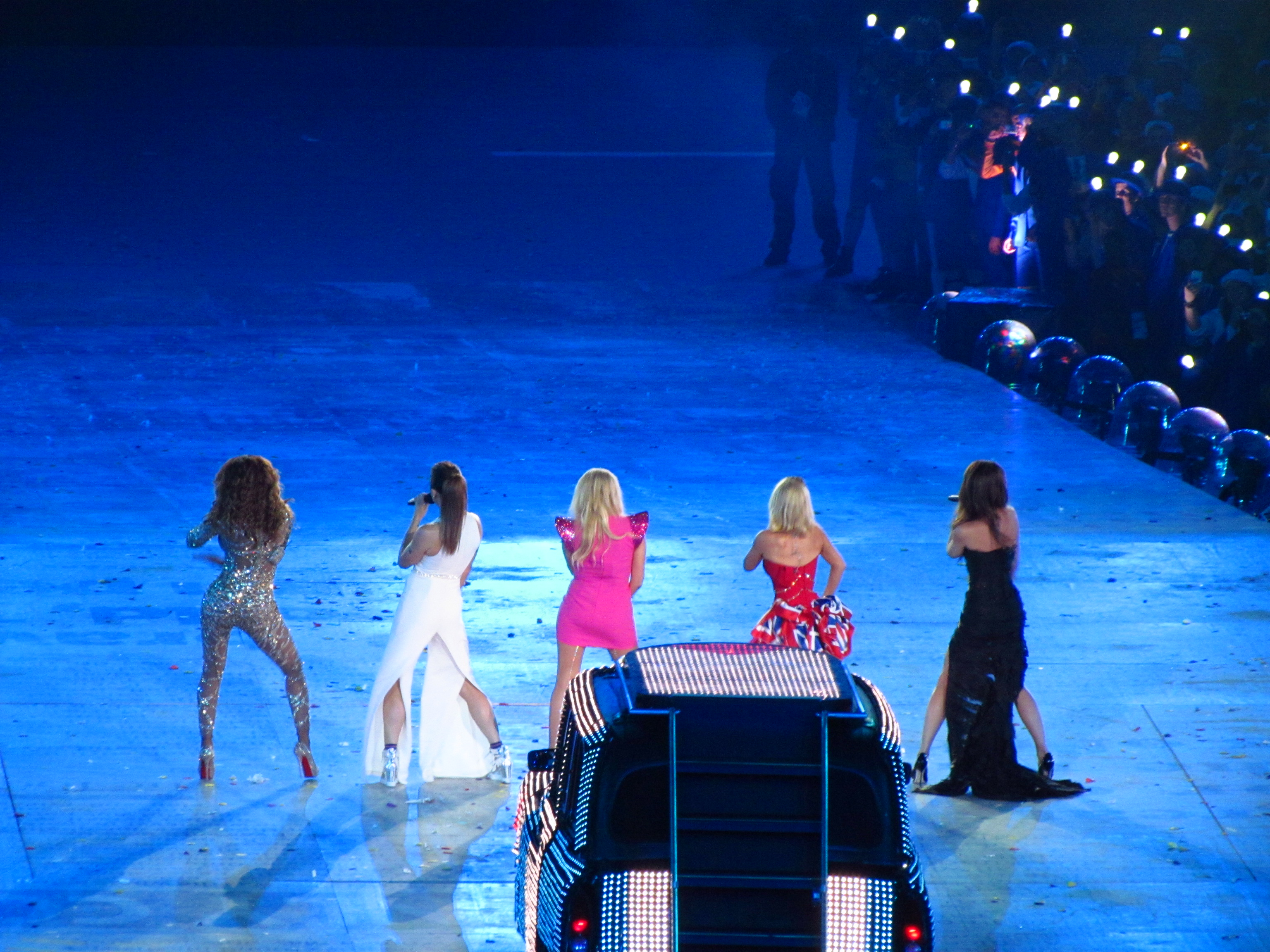
Die Spice Girls während des Auftritts bei der Abschlussshow der Olympischen Spiele 2012

Im November 2007 wurde ein Greatest-Hits-Album veröffentlicht. Im Dezember folgte ihre erste offizielle Dokumentation in Zusammenarbeit mit Bob Smeaton (Beatles Anthology, Who’s Next).
Am 5. Oktober gab Melanie C in einem Interview mit Scott Mills auf Radio 1 bekannt, dass die neue Spice-Girls-Single Headlines (Friendship Never Ends) heißen soll und am 19. November 2007 veröffentlicht wird. Zudem wurde bekannt, dass es die offizielle Single für Children in Need 2007 werde und ein Teil der Einnahmen dieser zugutekommt. Insgesamt wurden zwei neue Songs auf dem Greatest-Hits-Album veröffentlicht, das am 12. November 2007 erschien. Headlines stieg in den britischen Pop-Hitparaden auf Platz 11 ein.
Anfang Februar 2008 wurde bekannt, dass die Spice Girls ihre Tournee vorzeitig am 26. Februar in Toronto beenden würden. Offizielle Begründung für die Absage weiterer Konzerte waren „familiäre und persönliche Verpflichtungen“.

### 2012: Olympische Sommerspiele undViva Forever-Musical

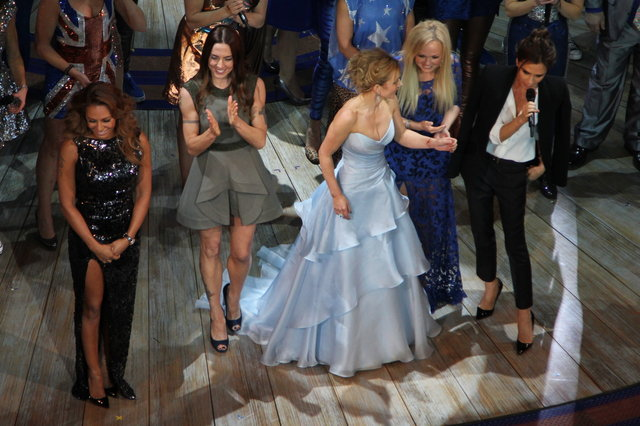
Die Spice Girls bei der Premiere des Musicals Viva Forever! in London (2012)

Am 12. August 2012 gab die Band bei der Abschlussshow der Olympischen Spiele in London ein einmaliges Comeback.
Im Dezember 2012 fand die Premiere des Spice-Girls-Musicals Viva Forever! im Londoner Theaterviertel West End statt, welches von der Mamma Mia!-Autorin Jennifer Saunders gemeinsam mit der Produzentin Judy Craymer auf die Bühne gebracht wurde. Die Spice Girls waren an der Produktion beteiligt und waren unter anderem bei der Premiere erschienen. In dem Musical wird die Geschichte der Protagonistin Viva und ihren Freundinnen erzählt, die bei einer Fernseh-Castingshow mitmachen. In Folge von schlechten Kritiken und schleppenden Kartenverkäufen wurde das Musical nach nur sieben Monaten wieder abgesetzt.

### 2016–2017: 20-jähriges Jubiläum vonWannabeund gescheiterte Comeback-Pläne
Zusammen mit dem früheren Spice-Girls-Produzenten Eliot Kennedy nahmen Geri Halliwell, Melanie Brown und Emma Bunton im Mai 2016 in den Londoner ‘Deep Play’ Studios neue Songs auf. Am 8. Juli 2016, dem 20. Jahrestag der Single Wannabe, veröffentlichten sie unter dem Akronym GEM, welches aus den Anfangsbuchstaben der drei Bandmitglieder besteht, ein Video, in dem sie eine Überraschung zum Band-Jubiläum der Spice Girls ankündigten. Nicht am Comeback beteiligt waren Victoria Beckham, die mit ihrer Modelinie zu beschäftigt war und Melanie C, die sich zugunsten ihrer Solokarriere gegen das Comeback entschied.
Die UNO nutzte das Lied Wannabe für ihre #whatireallyreallywant-Kampagne, die sich international für Frauenrechte starkmacht. Das hierfür gedrehte Video, in dem die „Global Goals“ erläutert werden, wurde zwischen Juli und September 2016 weltweit in den Kinos gezeigt.
Am 23. November 2016 wurde vom Trio eine Demoversion des Liedes Song for Her im Internet geleakt. Da Geri Halliwell im Januar 2017 erneut Mutter wurde und auch Emma Bunton sich kurz darauf entschied ihre Familienplanung fortzusetzen, wurden die Comeback-Pläne im März 2017 für beendet erklärt.

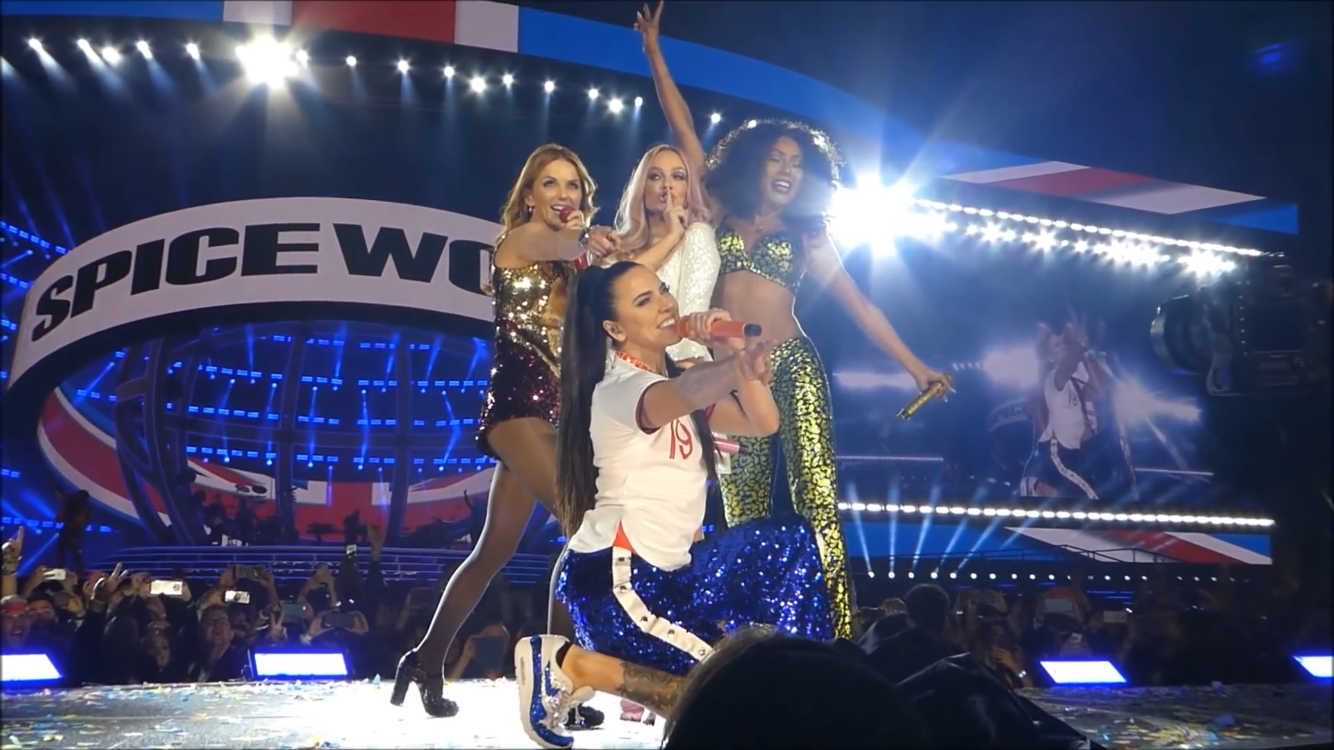
Die Spice Girls im Wembley-Stadion während ihrer Spiceworld-Tour (2019)

### 2018–2019: Reunion ohne Victoria Beckham
Am 5. November 2018 gab die Band auf ihrem Instagram-Account bekannt, dass sie im folgenden Jahr Konzerte im Laufe einer Stadiontour geben würden. Neben Geri Halliwell, Melanie B und Emma Bunton ist auch Melanie C am Comeback beteiligt. Victoria Beckham war nicht mit von der Partie. Die ursprünglichen sechs Konzerte waren innerhalb von Minuten ausverkauft, weshalb eine Zusatzshow in Coventry und jeweils zwei Zusatzkonzerte in Manchester sowie London hinzugefügt wurden. Des Weiteren wurde eine Show im Croke Park in Dublin (Irland) hinzugefügt, die ebenfalls binnen kürzester Zeit ausverkauft war.

## Bedeutung

### Girl Power
Der Ausruf Girl Power! (oft gemeinsam mit dem Victory-Zeichen) wurde ein Markenzeichen der Band und wurde sowohl positiv als auch negativ aufgefasst.
Der Ausdruck war ein Zeichen für den Feminismus des neuen Zeitalters und sollte ausdrücken, dass moderne Mädchen und Frauen gut, stark, begehrenswert und gemeinsam unschlagbar sind. Dies war kein neues Konzept in der Popwelt, denn sowohl Madonna als auch Bananarama hatten ähnliche Ansichten geäußert. Neu war jedoch, dass die konsequente Präsentation von Girl Power den Mittelpunkt einer Band bildete. Geri Halliwell äußerte sich hierzu folgendermaßen:

„Wir wollen, dass die Mädels überall auf der Welt ihre Power entdecken und Spice Girls werden. Wir sind nicht bloß eine Band. Die Spice Girls sind eine Bewegung, eine Art religiöser Kult, bloß viel lustiger.“

Die Spice Girls propagierten an Mädchen, Jugendliche und erwachsene Frauen die Wichtigkeit einer starken, loyalen Freundschaft unter Frauen und schufen hierzu die „10 Goldenen Regeln von Girl Power“:
1. Sei positiv.
2. Sei stark.
3. Lass dich von niemandem niedermachen.
4. Leite dein Leben und dein Schicksal.
5. Unterstütze deine Freundinnen …
6. … und lass sie dich unterstützen.
7. Sag deine Meinung.
8. Gehe dein Leben selbstbewusst an.
9. Lass dir von niemandem erzählen, dass du etwas nicht machen kannst, nur weil du ein Mädchen bist.
10. Habe Spaß!

Einige Kritiker sahen daran nicht mehr als seichtes Marketing, während andere die teils aufreizenden Outfits der Spice Girls als problematisch ansahen und einen negativen Einfluss vor allem bei leicht beeinflussbaren jungen Mädchen befürchteten. Trotzdem wurde der Ausdruck ein kulturelles Phänomen und von Millionen von Mädchen angenommen und sogar ins Oxford English Dictionary aufgenommen.

### Schwulenikonen
Die Mitglieder der Spice Girls werden vor allem in Großbritannien als Schwulenikonen verehrt. Es wird gesagt, sie hätten etwas, das perfekt mit der Schwulencommunity zusammenpasste und das einen großen Teil ihres Erfolges ausmachte. Sie verkörperten Glamour und Selbstbewusstsein, liebten das Spiel mit Verkleidungen und Sex.
Geri scherzte bei den Video Music Awards 1998 nach ihrem Ausstieg aus der Band über ihr Aussehen als Ginger: „So, wie ihr bemerkt habt, bin ich nicht mehr länger wie eine Drag Queen gekleidet.“ In einem Interview meinte Emma Bunton auf die Frage, warum die Spice Girls so viele schwule Fans haben: „Wir fühlen uns wirklich geschmeichelt, eine so große schwule Fangemeinde zu haben, weil sie sich mit Mode und Songs auskennen. Ich fühl mich so geschmeichelt, dass wir so eine große homosexuelle Anhängerschaft haben, es ist toll!“
Bei einer Marktumfrage der Homepage onepoll.com über die 50 größten Schwulenikonen, an der über 5.000 Schwule und Lesben teilnahmen, landete Victoria Beckham auf Platz 12 und Geri Halliwell auf Platz 43.
Victoria Beckham parodierte in ihrem Video Let Your Head Go ihr Diva-Image, indem sie sich darin einen Spaß daraus machte, sich wie die US-Film-Diva Joan Crawford zu benehmen. Sie ist mit Elton John befreundet, der schon zu Spice-Girls-Zeiten mit der Band den Song Don’t Go Breaking My Heart aufführte und in dem Film Spice World einen Gastauftritt hatte.
Geri Halliwell veröffentlichte als B-Seite von Mi Chico Latino 1999 den Song G.A.Y. und 2001 die Schwulenhymne It’s Raining Men.

## Diskografie
Studioalben

| Jahr | Titel Musiklabel                | Höchstplatzierung, Gesamtwochen, AuszeichnungChartplatzierungen (Jahr, Titel, Musiklabel, Platzierungen, Wochen, Auszeichnungen, Anmerkungen) | Höchstplatzierung, Gesamtwochen, AuszeichnungChartplatzierungen (Jahr, Titel, Musiklabel, Platzierungen, Wochen, Auszeichnungen, Anmerkungen) | Höchstplatzierung, Gesamtwochen, AuszeichnungChartplatzierungen (Jahr, Titel, Musiklabel, Platzierungen, Wochen, Auszeichnungen, Anmerkungen) | Höchstplatzierung, Gesamtwochen, AuszeichnungChartplatzierungen (Jahr, Titel, Musiklabel, Platzierungen, Wochen, Auszeichnungen, Anmerkungen) | Höchstplatzierung, Gesamtwochen, AuszeichnungChartplatzierungen (Jahr, Titel, Musiklabel, Platzierungen, Wochen, Auszeichnungen, Anmerkungen) | Anmerkungen                                                   |
| Jahr | Titel Musiklabel                | DE | AT | CH | UK | US | Anmerkungen                                                   |
| ---- | ------------------------------- | --- | --- | --- | --- | --- | ------------------------------------------------------------- |
| 1996 | Spice Virgin Records (EMI)      | DE6 ×3Dreifachgold · (46 Wo.)DE | AT1 Platin · (34 Wo.)AT | CH5 ×2Doppelplatin · (47 Wo.)CH | UK1 ×10Zehnfachplatin · (95 Wo.)UK | US1 ×7Siebenfachplatin · (105 Wo.)US | Erstveröffentlichung: 4. November 1996 Verkäufe: + 23.000.000 |
| 1997 | Spiceworld Virgin Records (EMI) | DE4 Platin · (44 Wo.)DE | AT1 Platin · (40 Wo.)AT | CH2 ×2Doppelplatin · (31 Wo.)CH | UK1 ×5Fünffachplatin · (67 Wo.)UK | US3 ×4Vierfachplatin · (74 Wo.)US | Erstveröffentlichung: 3. November 1997 Verkäufe: + 20.000.000 |
| 2000 | Forever Virgin Records (EMI)    | DE6 Gold · (8 Wo.)DE | AT10 Gold · (7 Wo.)AT | CH11 Platin · (9 Wo.)CH | UK2 Platin · (10 Wo.)UK | US39 (7 Wo.)US | Erstveröffentlichung: 6. November 2000 Verkäufe: + 1.142.529  |

## Tourneen

### Girl Power! Live in Istanbul (1997)
Die erste Tour der erfolgreichsten Girlgroup der 1990er. Nur zwei Konzerte wurden in Istanbul im Oktober 1997 gegeben.
Es wird aber davon ausgegangen, dass die Pepsi-Tour lediglich als Generalprobe für die vier Monate später beginnende Spiceworld Worldtour diente, weshalb auch ein Veranstaltungsort gewählt wurde, der etwas abseits der Länder lag, in denen die Spice Girls ihre größte Zielgruppe und die meisten Fans hatten.
Durch die Veröffentlichung der Konzerte auf dem Video Girl Power! Live in Istanbul wurde der Kartenverkauf für die folgende Welttournee zusätzlich angekurbelt.

### Spiceworld Tour (1998)
Die Spiceworld Tour war die erste Welttournee in der Karriere der Spice Girls. Hauptsponsoren der Tour waren Pepsi, Unilever (Impulse Bodyspray), Aprilia und Polaroid. Die Tour war einschließlich aller US-Konzerte restlos ausverkauft.
Die Karten für die ersten beiden Konzerte in Dublin waren innerhalb von zwei Stunden ausverkauft. Für etliche Konzerte in Nordamerika – wie in Los Angeles und Philadelphia – waren Karten innerhalb von Minuten vergriffen. In New York City stellten die Spice Girls den Rekord für das am schnellsten ausverkaufte Konzert auf: 13.000 Karten für den New Yorker Madison Square Garden wurden in weniger als 12 Minuten verkauft.
Die Tour war so erfolgreich, dass noch 15 Zusatzkonzerte in Großbritannien angehängt wurden, die ebenfalls innerhalb weniger Stunden ausverkauft waren. Das letzte Konzert der Spiceworld Tour wurde im Londoner Wembley-Stadion vor mehr als 50.000 Fans gespielt. Insgesamt 97 Konzerte wurden von Ende Februar bis Mitte Oktober 1998 gegeben.
Die drei Konzerte der Spiceworld-Tour in Frankfurt am Main, München und Dortmund blieben neben einem TV-Auftritt am 13. Dezember 1997 bei Wetten, dass..? in der Mannheimer Maimarkthalle die einzigen Auftritte der Spice Girls in Deutschland.

### Christmas in Spiceworld Tour (UK) (1999)
1999 war das letzte Jahr, in dem die Gruppe Konzerte gab: acht ausverkaufte Shows im Londoner Earls Court und in der Manchester Evening News Arena im Dezember. Diese Tour wurde mit einer sehr aufwändigen Bühnenshow und auf einer runden Bühne durchgeführt. Für Juli 2000 war ein Spezial-Konzert im neuen Millennium Stadium geplant, wurde aber später mit der Begründung gestrichen, man wolle erst das neue Album auf den Markt bringen.

### The Return of the Spice Girls – Welttournee 2007/08
Nach zehn Jahren gingen die Spice Girls erneut auf eine Welttournee, die sich über fünf Kontinente erstreckte. Das Konzert im Londoner The O₂ am 15. Dezember 2007 war innerhalb von nur 38 Sekunden ausverkauft. 16 weitere Konzerte wurden daraufhin für London und weitere für Manchester hinzugefügt, welche alle in kürzester Zeit ausverkauft wurden. Anfangs waren nur elf Konzerte für die gesamte Tournee geplant, doch wegen der großen Nachfrage wurde die Tour auf 47 Konzerte erweitert. Das einzige Deutschlandkonzert fand am 20. Dezember 2007 in der Kölnarena in Köln statt.

### Spice World – 2019 UK Tour
Über zehn Jahre nach dem letzten Comeback formieren sich Mel B, Melanie C, Geri Halliwell und Emma Bunton wieder, um gemeinsam auf eine Tour durch das Vereinigte Königreich zu gehen. Allein Victoria Beckham dementierte schon im Voraus, bei dieser Reunion dabei zu sein. Die Tour umfasste mit allen Zusatzshows 13 Konzerte, eines davon im Croke Park in Dublin. Allein im Wembley Stadium in London fanden drei Konzerte an drei aufeinanderfolgenden Tagen statt. Als Special Guest trat die britische Sängerin Jess Glynne auf.

## Auszeichnungen
Einige der vielen Auszeichnungen, die die Spice Girls in ihrer Bandgeschichte erhalten haben:
- 1997: Bambi
- 1997: Comet
  - Video International: Wannabe
- 1997: BRIT Awards
  - British Video Spice Girls: Say You’ll Be There
  - British Single Spice Girls: Wannabe
- 1997: MTV Video Music Awards
  - Best Dance Video (Wannabe)
- 1997: MTV Europe Music Awards
  - Best Group
- 1997: World Music Award
  - Best Female
- 1997: Goldene Europa
  - Pop International
- 1998: BRIT Award
  - Best Selling British Act Around the World
- 1998: World Music Awards
  - World Best Selling Group
  - Best Selling British Act
- 1998: MTV Europe Music Awards 1998
  - Best Group
  - Best Pop Act
- 2000: BRIT Award
  - Outstanding Contribution to British Music Award
- 2007: The Sun – 3am Award
  - Best Comeback
- 2008: Capital fm Award
  - Pop-Icon Award
- 2008: Vodafone Live Music Award
  - Best Live Return
- 2010: BRIT Award
  - BRITS Performance of the Last 30 Years: Wannabe. Who Do You Think You Are
- 2024, dreißig Jahre nach der Gründung der Spice Girls, bringt die Royal Mail 15 Sonderbriefmarken heraus. Die Spice Girls sind die erste Band seit den Beatles und den Rolling Stones, die mit eigenen Marken geehrt wird.[22]

## Dokumentarfilm
- arte: Spice Girls: Girl Power erobert die Welt